# Côte de Cadoudal

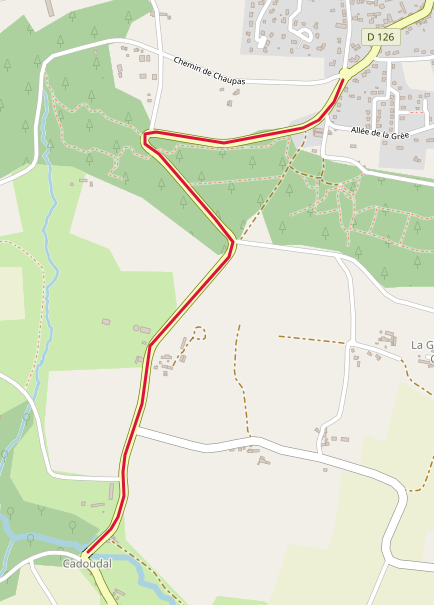
Verlauf der Côte de Cadoudal

Die Côte de Cadoudal ist ein Anstieg in den bretonischen Ort Plumelec, der seine Bekanntheit dem Radsport verdankt.

## Beschreibung

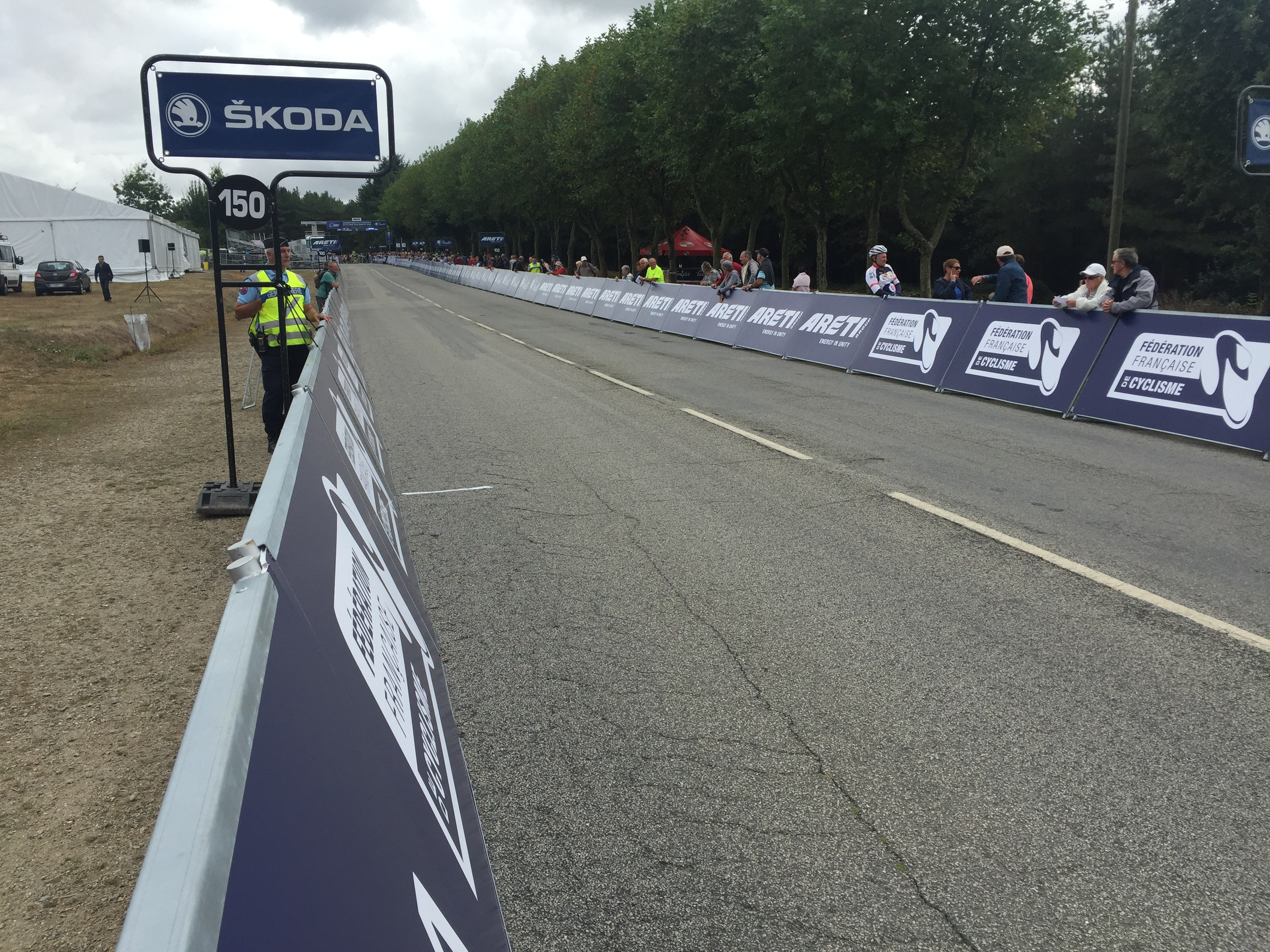
Die letzten Meter des Anstiegs anlässlich der Straßen-EM 2016

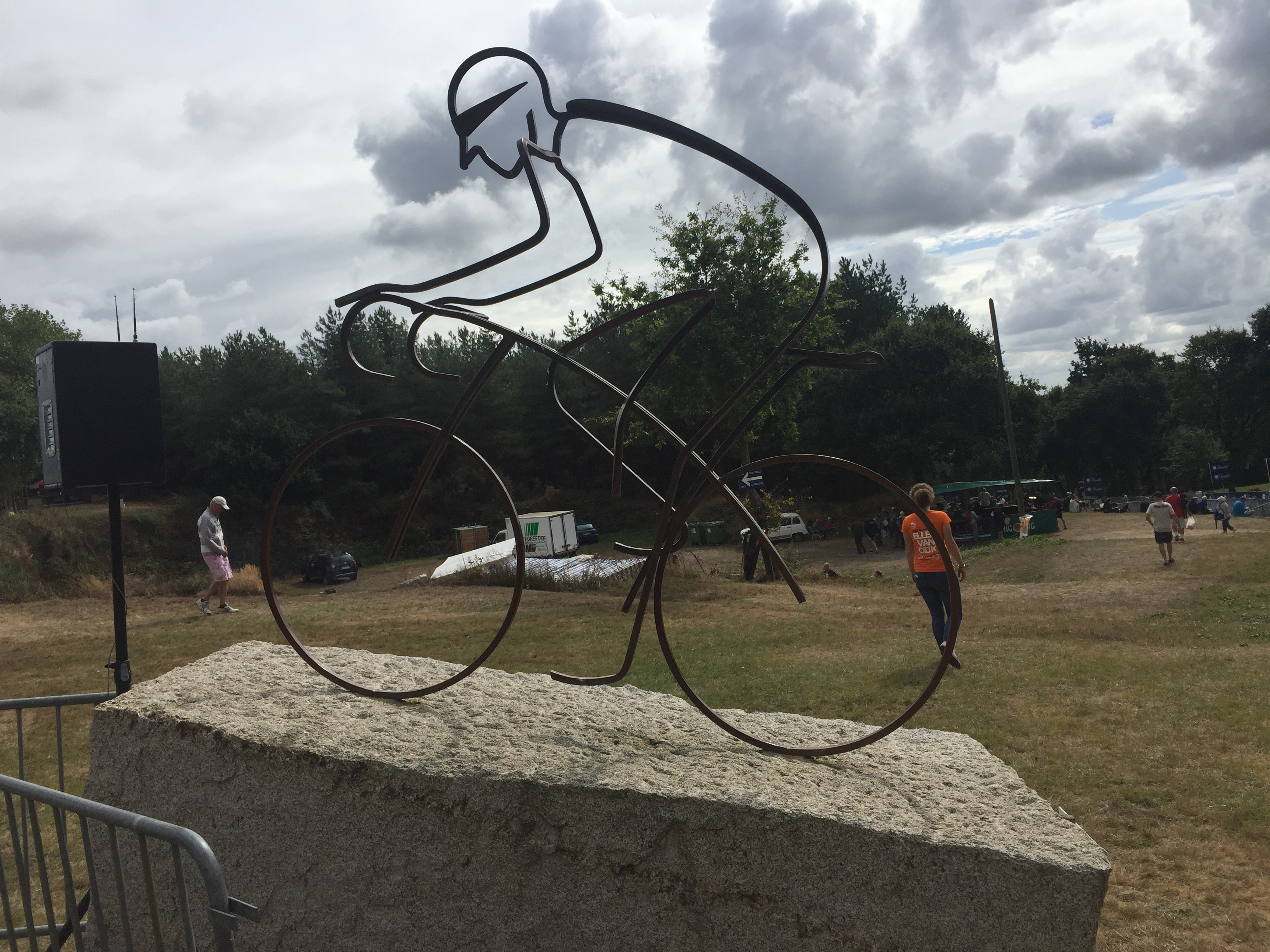
Radsport-Denkmal auf der Côte de Cadoudal

Die Steigung beginnt an der Brücke über die Claie im Weiler Cadoudal, dem sie ihren Namen verdankt. Sie folgt der Route départementale D 126 und führt mit einer Serpentine in den Ort Plumelec hinauf. Dabei werden auf einer Strecke von 1,8 km insgesamt 113 Höhenmeter an Steigung überwunden, was einer durchschnittlichen Steigung von etwas über 6 % entspricht.
Zu Beginn der Steigung weist ein Schild auf eine Partnerschaft mit dem Col de Néronne im Zentralmassiv hin. Im oberen Bereich, auf Höhe der Serpentine, steht ein dem Radsport gewidmetes Denkmal. Es wurde 2015 durch den bretonischen Rennfahrer Bernard Hinault eingeweiht.

## Geschichte
1973 war Plumelec Gastgeber der französischen Straßen-Meisterschaften. Dies gab den Anstoß, 1974 erstmals den Grand Prix de Plumelec auszurichten, bei dem die Côte de Cadoudal als Schlussanstieg diente. Zu größerer Bekanntheit kam diese anlässlich der Tour de France 1982. Nachdem das Mannschaftszeitfahren der fünften Etappe, das im Norden Frankreichs stattfinden sollte, wegen einer Demonstration von Stahlwerkern abgebrochen worden war, stellten sich die Organisatoren des Grand Prix zur Verfügung, um kurzfristig Ersatz zu organisieren. Als die Tour wenige Tage später durch die Bretagne kam, konnte daher doch noch ein Mannschaftszeitfahren stattfinden, nunmehr mit Ziel in Plumelec. Als Anerkennung war der Ort drei Jahre später Ausgangspunkt der Tour de France 1985. Den dort ausgetragenen Prolog gewann Bernard Hinault, eine heutzutage ausgeschilderte Radroute namens Circuit Bernard-Hinault folgt dem Verlauf des Prologs. Weitere Zielankünfte auf der Côte de Cadoudal im Rahmen der Tour de France erfolgten 1997 und 2008 mit den Siegen von Erik Zabel bzw. Alejandro Valverde. Im Rahmen der Tour de France 2015 wurde wiederum ein Mannschaftszeitfahren ausgerichtet, 2021 gab es hier im Rahmen der 3. Etappe eine Bergwertung.
Über die genannten Rennen hinaus richtete Plumelec noch zweimal die französischen Meisterschaften aus (1979 und 2003). Eine geplante vierte Ausrichtung musste 2020 infolge der Corona-Pandemie verlegt werden. 1999 fand der Auftakt der Tour de l’Avenir in Plumelec statt.
2016 stellte sich Plumelec erneut kurzfristig als Austragungsort zur Verfügung, diesmal der Europameisterschaften. Diese waren ursprünglich in Nizza geplant gewesen, das die Organisation infolge eines schweren Terroranschlags zurückgab. Bei den schließlich in Plumelec organisierten Meisterschaften wurden erstmals Titel in der Elite vergeben; sie endeten mit den Siegen von Peter Sagan und Anna van der Breggen auf der Côte de Cadoudal.
Im Radsport der Frauen dienten Plumelec und die Côte de Cadoudal wiederholt als Zielankunft des Grand Prix du Morbihan Féminin und von La Classique Morbihan. 2025 endete dort die erste Etappe der Tour de France Femmes.